# Заложница 2
«Заложница 2» (англ.  Taken 2) — остросюжетный боевик режиссёра Оливье Мегатона, продолжение фильма «Заложница». Премьера во Франции состоялась 3 октября 2012, в России — 4 октября.

## Сюжет
На похоронах своего сына Марко и его сообщников в Тропое глава албанской мафии и террорист Мурад Ходжа клянется отомстить убийце своего сына. Отправляясь со своими людьми в Париж, он допрашивает и пытает бывшего агента разведки Жан-Клода Питреля, чья визитная карточка была найдена на месте смерти Марко, но не находит никакой информации. Затем он подкупает коррумпированного полицейского чиновника за файлы Питреля и делает вывод, что убийца - старый друг Питреля, Брайан Миллс, который отдыхает в Стамбуле.
Тем временем Брайан только что закончил свою трехдневную работу охранника у богатого шейха из Саудовской Аравии в Стамбуле и удивлен тем, что его бывшая жена Ленор и дочь Ким пришли навестить его. Отправляясь на обед с Ленор на следующий день, Брайан замечает, что люди Мурада следуют за ними. Он велит Ленор бежать и пытается убежать от албанцев, но в конце концов сдается, когда они захватывают Ленор. Понимая, что Ким тоже является мишенью, Брайан звонит ей в отель и велит спрятаться, но затем его хватают и вырубают. Ким едва избежала поимки, когда похитителям пришлось бежать после того, как они застрелили двух охранников.
Придя в сознание, Брайан обнаруживает себя привязанным к трубе над головой в пустом подвале. Он использует скрытый миниатюрный телефон, спрятанный в его носке, чтобы связаться с Ким, и поручает ей предупредить американское посольство; вместо этого она убеждает его позволить ей помочь. Открывая чемодан с оборудованием своего отца, Ким берет гранату и взрывает ее на соседней крыше; полученный звук позволяет Брайану проинструктировать ее о триангуляции его местоположения.
Бандиты приводят Ленор, делают небольшой надрез на ее шее и подвешивают ее вниз головой, чтобы она истекла кровью. Как только они уходят, Брайан освобождает себя, а затем и ее. Затем он заставляет Ким взорвать еще две гранаты и выпускает немного пара через дымоход, чтобы направить ее к его местоположению. Ким бросает пистолет в дымоход, который Брайан использует, чтобы убить охранников, держащих его в плену. Он спасает Ким, но видит, как Ленор снова ловят. Угнав такси, Брайан и Ким преследуют фургон похитителей, и внедорожник, управляемый одним из приспешников похитителей, прибывает, чтобы отвлечь их. Начинается погоня и перестрелка, которая приводит в готовность турецкую полицию и заканчивается, когда Брайану удается заманить внедорожник на путь встречного поезда, убрав его.
Оставив Ким в американском посольстве, Брайан использует свою память, чтобы найти убежище Мурада. Он спасает Ленор и преследует выживших бандитов до бани, где убивает их. Столкнувшись лицом к лицу с Мурадом, Брайан предлагает отпустить его, если он согласится вернуться домой и перестанет жаждать мести. Мурад соглашается, и Брайан бросает пистолет. Мурад пытается убить Брайана, но обнаруживает, что пистолет разряжен. Понимая, что Мурад никогда не откажется от своей вендетты, Брайан убивает его, пронзив острым крючком для полотенца.
Три недели спустя семья Миллс в закусочной в Лос-Анджелесе пьет молочные коктейли, чтобы отпраздновать сдачу Ким экзамена по вождению. К большому удивлению Брайана, к ним присоединяется бойфренд Ким Джейми, и она в шутку говорит своему отцу, чтобы он не стрелял в него.
В альтернативной версии Брайан спасает Ленор после того, как ее поймали. Затем происходит погоня за такси, и Брайан, Ким и Ленор в конце концов добираются до американского посольства. Затем он оставляет их обеих в посольстве, чтобы закончить дело. Оливье Мегатон отказался от этой версии, поскольку возникли вопросы по поводу мотивации Брайана преследовать Мурада. Версия включена в качестве дополнительного материала на DVD и Blu-ray.

## В ролях
| Актёр                 | Роль                                                |
| --------------------- | --------------------------------------------------- |
| Лиам Нисон            | Брайан Миллс (агент разведки в отставке)            |
| Мэгги Грейс           | Ким Миллс (дочь Брайана)                            |
| Фамке Янссен          | Ленор «Ленни» Миллс-Сент-Джон (бывшая жена Брайана) |
| Раде Шербеджия        | Мурад Хоче (главарь албанской мафии)                |
| Лиленд Орсер          | Сэм Гилрой (друг Брайана и бывший коллега по ЦРУ)   |
| Джон Гриз             | Марк Кейси                                          |
| Даниэль Бернард Суини | Берни Харрис                                        |
| Люк Граймс            | Джейми (парень Ким)                                 |
| Оливье Рабурден       | Жан-Клод Питрель                                    |
| Кеворк Маликян        | инспектор Дюрмаз                                    |

## Съёмки
Съёмки фильма начались в ноябре 2011 года и проходили в Калифорнии, на пирсе Малибу, во Франции и в Стамбуле.

## Критика
Роджер Эберт из Chicago Sun-Times поставил 3 звезды из 4, написав: «Это отличный профессиональный боевик» и заключив: «Актерский состав одинаково способный и предельно серьезный, и если вы покупаете то, что соавтор сценария и продюсер Люк Бессон продает, он не обманывает вас». Бернар Бессерглик из The Hollywood Reporter заявил: «В фильме есть некоторая пропаганда самосуда, которая может вызвать недовольство у некоторых, с Лиамом Нисоном в качестве более джентльменской версии Чарльза Бронсона из сериала „Жажда смерти“, но очевидно, что для таких фантазий все еще существует рынок. Кинозрители, которым понравился первый фильм и которые хотят больше того же, получат именно это».
Нил Гензлингер из The New York Times писал, что большая часть фильма «похожа на безостановочную автомобильную и пешую погоню, когда албанец за албанцем становился жертвой замечательной цели и навыков рукопашного боя Брайана. Иностранцы — плохие, американцы — хорошие, кассовые сборы на высоте». Кейт Фиппс из The A.V. Club поставил фильму оценку «C», написав: «То, что начинается как семейная прогулка с намеком на возродившийся роман между родителями, превращается в похищение, пытки, погони на высокой скорости и другие злоключения, вероятно, не вызывающие улыбки у Турецкого министерства туризма. Ничто из этого не является особенно новым или захватывающим».

## Саундтрек
- Alex Clare — Too Close (начало титров)
- Phoebe Killdeer and the Short Straws — Let Me
- Kasbah Rockers feat. Ozgür Sakar — Bagasaz
- College & Electric Youth — A Real Hero
- Chromatics — Tick of the Clock
- Sabahat Akkiraz — Bosumus